# Jean Moulin
Jean Moulin (født 20. juni 1899, død 8. juli 1943) var en af lederne af den franske modstandsbevægelse under 2. verdenskrig. Uddannet jurist gjorde han karriere som embedsmand i provinsen. Han blev afskediget i november 1940, fordi han nægtede at udføre en ordre fra Vichy-regeringen om at fjerne venstreorienterede borgmestre.
Herefter gik han ind i modstandsbevægelsen (la Resistance). I 1941 mødte Moulin i London Charles de Gaulle, som bad ham samordne forskellige grene af den aktive modstand mod besættelsen. I juni 1943 blev han under et møde uden for Lyon arresteret sammen med andre ledere af modstandsgrupperne. Han blev taget i forhør af Gestapos leder, Klaus Barbie, men røbede trods tortur intet af betydning. Han døde den følgende måned i nærheden af Metz; dødsårsagen er ikke endeligt påvist.
Efter at have været begravet på Père Lachaise-kirkegården i Paris blev Moulins jordiske rester i 1964 flyttet til Panthéon, hvor kulturminister André Malraux holdt en bemærkelsesværdig tale om Moulin og hans betydning for nationen og menneskeheden.
Adskillige gader, pladser og skoler i Frankrig bærer Jean Moulins navn.